# Uta Kühnen
Uta Kühnen (* 7. August 1975 in Freiburg im Breisgau) ist eine deutsche Judoka.
Sie begann mit Judo im Herbst 1980 in der Judoschule Jola in Baden-Baden, da ihre zwei älteren Schwestern bereits Judoka waren und sie ihren Schwestern nacheiferte. Ihre erste Trainerin war Christa Hoffmann.
Im Februar 1994 zog sie nach Berlin, hier besuchte Uta Kühnen die sportbetonte Werner Seelenbinder Schule und absolvierte ihr Training am Bundesstützpunkt Berlin zunächst unter Uwe Müller, dann bei Detlef Ultsch und Jochen Bech. 
1998 wechselte Uta Kühnen zum SC Berlin.
Uta Kühnen war Teilnehmerin an den Olympischen Spielen 2000 in Sydney sowie 2004 in Athen.

## Sportliche Erfolge
(DM = Deutsche Meisterschaft)
- 1993 1. DM U19
- 1995 3. DM, 3. IT Rom
- 1996 2. DM, 1. IT Warschau, 3. IT Birmingham
- 1997 1. DM, 3. EM
- 1998 1. DM, 1. IT Rom, 3. IT ’s-Hertogenbosch, 3. EM, 1. IDEM, 2. MEM,  3. WM Studenten
- 1999 1. IT Prag, 3. IT Rom, 3.IT Fukuoka, 2. IDM, 3. DM
- 2000 1. IT Moskau, 1. IT München, 2. IT Rom, 3. EM
- 2001 1. IDM, 5. WM, 3. Grand Prix Sevilla
- 2003 1. IT Prag, 3. IT Sofia, 3. IDM, 7. WM
- 2004 2. IT Sofia, 2. IT Tallinn 2. IT Warschau, 1. IT Rom, 2. IDEM
- 2005 5. EJU Super World Cup Paris, 3. Otto World Cup Hamburg, 7. EJU World Cup Rotterdam, 2. EJU World Cup Madrid